# ホセ・ロメロ・ウルタスン
ホセチョ（Josetxo）ことホセ・ロメロ・ウルタスン（José Romero Urtasun、1977年2月25日 - ）はスペインの元サッカー選手。スペイン、パンプローナ出身。現役時代のポジションはセンターバック。

## 経歴
地元パンプローナのサッカークラブ、CAオサスナのカンテラ出身。1999-2000シーズン、SDエイバルにレンタル移籍した期間を除き、2011年までオサスナ一筋でプレー。2011年7月5日にSDウエスカに移籍し、シーズン終了後に現役を引退した。